# Operació Crossbow (pel·lícula)
 Operació Crossbow  (originalment en anglès: Operation Crossbow) és una pel·lícula britànica dirigida per Michael Anderson estrenada el 1965 i doblada al català.

## Argument
El desembre de 1942, els serveis secrets anglesos reben informes que constaten la posada a punt pels alemanys de noves armes devastadores (V1). El professor Lindemann, conseller científic de Winston Churchill, es mostra escèptic pel que fa a la veracitat de la informació i els aliats conclouen de manera una mica massa precipitada que és una maniobra d'intoxicació. Però alguns savis, sota les ordres del general Ziemann, es lliuren tanmateix veritablement a proves de noves bombes volants a la base secreta de Peenemünde, a la vora del Mar bàltic.
Aquesta pel·lícula és basada en fets reals (l'Operació Crossbow del títol) i tindrà una continuació oficiosa el 1969, Operació V2.

## Repartiment
- George Peppard: el tinent John Curtis
- Sophia Loren: Nora
- Trevor Howard: el professor Lindemann
- John Mills: el general Boyd
- Richard Johnson: Duncan Sandys
- Tom Courtenay: Robert Henshaw
- Jeremy Kemp: Phil Bradley
- Anthony Quayle: Bamford
- Lilli Palmer: Frieda
- Paul Henreid: le general Ziemann
- Helmut Dantine: el general Linz
- Richard Todd: Kendall
- Patrick Wymark: Winston Churchill
- Maurice Denham: un oficial de la Raf
- Karel Stepanek: el professor Hoffer
- Anton Diffring (no surt als crèdits): un soldat alemany
- Philip Madoc: un oficial alemany
- John Fraser: Tinent Kenny

## Premis
- Festival Internacional de cinema de Sant Sebastià 1965: Premi a la millor actriu a Lilli Palmer